# 黃鰭癒齒鯛
黃鰭癒齒鯛為輻鰭魚綱鱸形目鱸亞目癒齒鯛科的一種，為熱帶海水魚，分布於東印度洋印度海域，深度150-240公尺，體長可達14.5公分，棲息底中層水域，生活習性不明。

## 擴展閱讀
維基物種上的相關：黃鰭癒齒鯛